# Philoros quadricolor
Philoros quadricolor är en fjärilsart som beskrevs av Walker 1866. Philoros quadricolor ingår i släktet Philoros och familjen björnspinnare. Inga underarter finns listade i Catalogue of Life.